# Deinostigma poilanei
Deinostigma poilanei là một loài thực vật có hoa trong họ Tai voi. Loài này được François Pellegrin mô tả khoa học đầu tiên năm 1926 dưới danh pháp Hemiboea poilanei. Năm 1992, W.T.Wang & Z.Y.Li chuyển nó sang chi Deinostigma.